# 반 (행정 구역)
반(班)은 군 단위의 리와 도시지역의 통의 대한민국의 하부 행정구역이다.
1938년 일제강점기에 전시동원을 위해 설치된 애국반에서 시작되어, 정부수립 이후 국민반을 거쳐 5.16 군사정변 이후 1961년 재건반으로 개편되었다. 1975년 현재의 반으로 설치되어, 각 지방자치단체별로 조례에 따라 운영되고 있다. 월 1회의 반상회를 개최하며, 반장은 행정기관의 명을 받아 각종 사무를 수행한다.
범위가 매우 좁아 한 건물에 수십 개의 반이 있기도 하며, 현재는 일상적으로 거의 사용되지 않는다.

## 조선민주주의인민공화국
반은 조선민주주의인민공화국에서도 사용하는 행정단위로, 인민반으로 불린다. 군면리 대폐합 이후 변한 조선민주주의인민공화국 행정체계상으로는 대한민국의 리, 통에 대응한다. 